# Virtools
 (février 2019).
Si vous disposez d'ouvrages ou d'articles de référence ou si vous connaissez des sites web de qualité traitant du thème abordé ici, merci de compléter l'article en donnant les références utiles à sa vérifiabilité et en les liant à la section « Notes et références ».
Virtools est un logiciel de création d'applications 3D temps réel. Virtools a été créé en 1999, outil issu des développements de la société éponyme fondée en 1993 par Bertrand de La Chapelle et Bertrand Duplat, et rachetée par Dassault Systèmes en 2005. Il permet de créer des applications pour le web et des applications pour de grands environnements immersifs, comme La Géode.

## Fonctionnement
Virtools importe les formes et fichiers 3D des principaux logiciels commerciaux du marché (3D Studio Max, Maya, LightWave, CAD, CATIA avec 3DXML…).
Il permet d'ajouter des animations à ces environnements 3D.